# Hit or Miss
"Hit or Miss" é uma canção do cantor norte-americano Jacob Sartorius. Foi disponibilizada para download digital em julho de 2016 pelo selo T3 Music Group. A música segue seu single de estreia, "Sweatshirt".
O videoclipe foi lançado em 11 de agosto de 2016.

## Gráficos
| Gráfico (2016)                     | Posição |
| ---------------------------------- | ------- |
| Canadá (Canadian Hot 100)          | 76      |
| Nova Zelândia (Recorded Music NZ)  | 46      |
| Estados Unidos (Billboard Hot 100) | 72      |